# Santa Maria de les Llosses
Santa Maria de les Llosses és una església romànica que es troba al mig de la vall de les Llosses (Ripollès), dalt d'un petit serrat, fent de parròquia a un grup disseminat de cases.
Edifici d'una sola nau coberta amb volta de canó apuntada i capçada a llevant per un absis semicircular amb tres finestres de doble esqueixada i decorat amb arcuacions llombardes a l'exterior. A l'interior de la nau s'aprecia la modificació dels murs per instal·lar-hi tres capelles que ocupen part del gruix del parament. També són d'època posterior la sagristia adossada a tramuntana, que tapa una part de l'absis, i el cos de la rectoria al costat de ponent. L'accés per una senzilla portalada d'arc de mig punt es troba al mur de migjorn, on també s'alça el campanar de torre amb finestres geminades i coberta a quatre vessants.